# Conselho de Estado (Irlanda)
O Conselho de Estado (irlandês: Comhairle Stáit) é uma instituição criada pela Constituição da Irlanda, para aconselhar o Presidente da Irlanda. O Conselho de Estado também tem autoridade para o exercício temporário das funções do presidente, no caso em que estes exercícios não possam ser exercidos pelo presidente ou pela Comissão Presidencial. 

## Composição
O Conselho de Estado é composto por um número de funcionários públicos, que têm assento ex-officio, assim como alguns ex-titulares de gabinetes e até sete indivíduos escolhidos pelo Presidente. Os membros ex-officio incluem o procurador-geral, bem como dois indivíduos de cada um dos três ramos do governo: legislativo, executivo e judiciário. 
Ao contrário da maioria das outras funções do presidente, que deve ser realizado em conformidade com o parecer do gabinete, os escolhidos pelo presidente para o Conselho de Estado em absoluta discrição. Estes nomeados mantêm as suas posições até ao próximo presidente. Cada membro do Conselho de Estado deve, na sua primeira reunião, subscrever uma declaração formal do mandato previsto pela Constituição. 

### Membros emEx-officio
A partir do poder executivo
- Taoiseach (Primeiro Ministro) 
  - Brian Cowen
- Tánaiste (Vice-Primeiro-Ministro) 
  - Mary Coughlan

A partir do poder legislativo
- Ceann Comhairle (Palestrante do Dáil Éireann) 
  - John O'Donoghue
- Cathaoirleach (presidente do Seanad Éireann) 
  - Pat Moylan

A partir do poder judiciário
- Chefe da Justiça Supremo Tribunal
  - John L. Murray
- Presidente da Alto Tribunal
  -  Richard Johnson

Procurador-geral
- Paul Gallagaher

### Ex-funcionários titulares
- Antigos Presidentes da Irlanda 
  - Mary Robinson
- Ex Taoisigh (primeiros-ministros) e Presidentes do Conselho Executivo
  - Liam Cosgrave, Garret FitzGerald, Albert Reynolds, John Bruton e Bertie Ahern.
- Ex-Chefes de Justiça 
  - Thomas Finlay e Ronan Keane.

### O Presidente dos sete
- Harvey Bicker
- Anastasia Cricley
- Mary Davis
- Martin Mansergh
- Enda Marres
- Denis Moloney
- Daráine Mulvihill

## Papel
O presidente não é obrigado a acatar as recomendações do Conselho de Estado. No entanto, ele deve procurar o seu conselho, e dar a cada membro a oportunidade de ser ouvido, antes de exercer qualquer poder, excepto o poder de recusa da dissolução do Dáil (Câmara Baixa do Parlamento). Os demais poderes discricionários, que exigem a consulta prévia com o Conselho de Estado, são as seguintes:
- Referência de facturas para o Supremo Tribunal.
- Referência de contas para o povo.
- Limitação do tempo para a apreciação de contas no Senado.
- Criação de um Comité de Privilégios.
- Endereço para o Oireachtas.
- Endereço para a Nação.
- Convenção de uma ou ambas as Câmaras do Oireachtas

Nos termos do artigo 14.4 da Constituição do Conselho de Estado, deliberando por maioria dos seus membros, tem autoridade para "fazer tal disposição, que lhes parecem satisfazer" para o exercício das funções do presidente. 